# Liste der Kulturdenkmäler in Frischborn
Die folgende Liste enthält die in der Denkmaltopographie ausgewiesenen Kulturdenkmäler auf dem Gebiet des Ortsteils Frischborn der  Stadt Lauterbach, Vogelsbergkreis, Hessen.
Hinweis: Die Reihenfolge der Denkmäler in dieser Liste orientiert sich an der Anschrift, alternativ ist sie auch nach der Bezeichnung, der vom Landesamt für Denkmalpflege vergebenen Nummer oder der Bauzeit sortierbar.
Kulturdenkmäler werden fortlaufend im Denkmalverzeichnis des Landes Hessen durch das Landesamt für Denkmalpflege Hessen auf Basis des Hessischen Denkmalschutzgesetzes (HDSchG) geführt. Die Schutzwürdigkeit eines Kulturdenkmals hängt nicht von der Eintragung in das Denkmalverzeichnis des Landes Hessen oder der Veröffentlichung in der Denkmaltopographie ab.

Das Vorhandensein oder Fehlen eines Objekts in dieser Liste ist keine rechtsverbindliche Auskunft darüber, ob es Kulturdenkmal ist oder nicht: Diese Liste entspricht möglicherweise nicht dem aktuellen Stand der offiziellen Denkmaltopographie. Diese ist für Hessen in den entsprechenden Bänden der Denkmaltopographie Bundesrepublik Deutschland und im Internet unter DenkXweb – Kulturdenkmäler in Hessen einsehbar. Auch diese Quellen sind, obwohl sie durch das Landesamt für Denkmalpflege Hessen aktualisiert werden, nicht immer aktuell, da es im Denkmalbestand immer wieder Änderungen gibt.
Eine verbindliche Auskunft erteilt allein das Landesamt für Denkmalpflege Hessen.
Nutze diese Kartenansicht, um Koordinaten in der Liste zu setzen. In dieser Kartenansicht sind Kulturdenkmale ohne Koordinaten mit einem roten bzw. orangen Marker dargestellt und können in der Karte gesetzt werden. Kulturdenkmale ohne Bild sind mit einem blauen bzw. roten Marker gekennzeichnet, Kulturdenkmale mit Bild mit einem grünen bzw. orangen Marker.

## Schloss Eisenbach
| Bild                            | Bezeichnung                    | Lage | Beschreibung | Bauzeit                | Objekt-Nr. |
| ------------------------------- | ------------------------------ | --- | --- | ---------------------- | ---------- |
|                                 |                                | Am Unterhof 8 LageFlur: 28, Flurstück: 11 und 69 | Östlich des Unterhofs an der unteren Hangkante traufseitig erschlossener, zweigeschossiger Fachwerkbau in schlichter Konstruktion, die im Kern vielleicht noch dem 17. Jahrhundert angehört. | Ende 17. Jahrhundert   | 66540 DDB  |
| Forsthaus                       | Forsthaus                      | Am Unterhof 9 LageFlur: 28, Flurstück: 16/1 | Größere Anlage, bestehend aus Wohnhaus und separatem Wirtschaftsgebäude. Ersteres erhebt sich breit unterhalb der Mauer des Unterhofes zweigeschossig über hohem Sockel, der die Datierung ANNO 1717 zeigt. | 1717                   | 66542 DDB  |
| Annenkapelle                    | Annenkapelle                   | Hofwiesekap 11 LageFlur: 28, Flurstück: 67 | Die Annenkapelle wurde 1517 durch Meister Hermann, Maurer zu Marburg, für Hermann IV. Riedesel erbaut, der zehn Jahre später die Reformation in Lauterbach einführen sollte. | 1517                   | 66546 DDB  |
| Ehemalige Knochenmühle          | Ehemalige Knochenmühle         | Knochenmühle 12 LageFlur: 28, Flurstück: 73/3 | In einigem Abstand zum engeren Schlossbereich steht im Norden am Eisenbach die ehemalige Knochenmühle, ein kleiner, eingeschossiger und teils verschindelter Fachwerkbau unter Satteldach. | 1895 bis 1905          | 66556 DDB  |
| Oberhof                         | Oberhof                        | Oberhof 6 LageFlur: 28, Flurstück: 2 | Westlich gegenüber dem Schloss, den platzartigen, zum Tal wirkungsvoll offenen Raum vor der Vorburg abschließend, erhebt sich der Oberhof. Er besteht aus einer vierseitig umbauten, etwa quadratischen Anlage. | 1587                   | 66536 DDB  |
| Bild gesucht BW                 | Gutsgebäude                    | Ohne Adresse LageFlur: 28, Flurstück: 34 und 36 | Im Westen ist der äußere Befestigungsring mit dem Ausbau des landwirtschaftlichen Betriebs auf Eisenbach zu Beginn des 19. Jahrhunderts aufgebrochen worden. Dort entstand noch im 19. Jahrhundert ein zweigeschossiges massives Wohnhaus unter Satteldach. | Anfang 19. Jahrhundert | 66527 DDB  |
| Ehemaliges Brauhaus             | Ehemaliges Brauhaus und Mauern | Ohne Adresse LageFlur: 28, Flurstück: 19, 20 und 21 | Das Gewann „Vor dem Schloss“ ist teilweise mit einer Mauer, die auch Schießscharten zeigt, umgeben. Einige Sandsteinpfosten aus dem 18./19. Jahrhundert, vierseitig und mit zwiebelartigem Abschluss, deuten auf Einzäunung und möglicherweise gärtnerische Nutzung des Geländes hin. | 1586                   | 66544 DDB  |
| Brücke                          | Brücken                        | Ohne Adresse LageFlur: 28, Flurstück: 24, 25, 26 und 75/7 | Zwei historische Brücken führen von Osten über den Eisenbach zum Schloss. Eine verläuft wenig oberhalb der Annenkapelle und hat die Form eines leicht gespitzten Bogens. Sie ist aus Sandstein (Quadern und Bruchsteinen) hergestellt und stammt möglicherweise noch aus dem frühen 17. Jahrhunderts. Besonders beeindruckend ist die zweite, weiter oben schräg und ansteigend über den Eisenbach. | Anfang 17. Jahrhundert | 66548 DDB  |
| Friedhof                        | Friedhof                       | Ohne Adresse LageFlur: 33, Flurstück: 7 | Kleine, etwa quadratische Anlage, durch eine niedrige Mauer eingefasst. Im Westen der Haupteingang, flankiert von skulptierten Sandsteinpfeilern, diese datiert 1789 und mit den Buchstaben IHH und MB versehen. | 1789                   | 66554 DDB  |
| Turmstumpf                      | Turmstumpf                     | Ohne Adresse (gegenüber Schloss 5) LageFlur: 28, Flurstück: 20, 75/5 | In einigem Abstand vor dem Tor talseitig ein halbrunder Turmstumpf, zu einem ursprünglich der Vorburg vorgelagerten Zwinger und einer zweiten Toranlage gehörend. |                        | 66529 DDB  |
| Wasserwerk                      | Wasserwerk                     | Rosenwiese 13 LageFlur: 28, Flurstück: 48 | 1794 hat eine Wasserkunst bestanden und Landau beschreibt 1836 ein durch den Eisenbach angetriebenes Pumpwerk, das Wasser aus dem Tal hoch in das Schloss transportierte. 1856 erfolgte eine neue Einrichtung zur Wasserversorgung. | 1856                   | 66550 DDB  |
| Die Vorburg                     | Die Vorburg                    | Schloss 1 LageFlur: 28, Flurstück: 27, 28, 29, 30, 32, 33, 34, 35, 36, 37 | Die Vorburg umfasst den der Kernburg nördlich vorgelagerten Hof und war in die äußere Ringmauer einbezogen, von der hier außer einem Turm und Bauteilen des Vorburgtores durch Abbruch bzw. Überbauung keine deutlichen Reste erhalten sind. |                        | 66513 DDB  |
| Kernburg Eisenbach              | Kernburg Eisenbach             | Schloss 1 LageFlur: 28, Flurstück: 26, 28 und 34 | Zentrum der ausgedehnten Anlage ist die Kernburg. Sie ist über trapezförmigem Grundriss errichtet und wird umschlossen von der nahezu vollständig erhaltenen Außenmauer aus dem späten 13. Jahrhundert. Ihr Kennzeichen sind aus Buckelquadern gefügte Außenkanten. |                        | 78492 DDB  |
| Schlosskirche                   | Schlosskirche                  | Schloss 2 LageFlur: 28, Flurstück: 27 | Die Schlosskirche wurde in den Jahren ab 1671, vielleicht unter Einfluss des Baumeisters August Rumpf, über einer Liebfrauenkapelle von 1440 vor der Kernburg hart an die Hangkante gebaut. Putzbau über etwa quadratischem Grundriss mit Eckquaderung aus Sandstein. | 1671                   | 66515 DDB  |
|                                 |                                | Schloss 3 LageFlur: 28, Flurstück: 28 | Der ehemalige Lustgarten schließt den Schlossbereich nach Westen ab. Erhalten blieb nur die das große, trapezförmige Gelände ganz umfassende Mauer. | 1559                   | 66521 DDB  |
| Tor der Vorburg                 | Tor der Vorburg                | Schloss 3 LageFlur: 28, Flurstück: 30 | Anschließend an Haus Nr. 3 steht ein mittelalterliches Tor der äußeren Ringmauer, 1597 zu einem dreigeschossigen Torturm unter quergestelltem Satteldach ausgebaut. Durchfahrt tonnengewölbt, Öffnung nach innen spitz-, nach außen rundbogig. | 1597                   | 66523 DDB  |
|                                 |                                | Schloss 4 LageFlur: 28, Flurstück: 31, 34 | Dem Tor der Vorburg schließt sich nach Süden ein breiter, dreigeschossiger Wohnbau aus der ersten Hälfte des 19. Jahrhunderts an, das Erdgeschoss massiv, die Obergeschosse in konstruktivem Fachwerk. | Anfang 19. Jahrhundert | 66525 DDB  |
| Ehemalige Burgpost              | Ehemalige Burgpost             | Schloss 5 LageFlur: 28, Flurstück: 40 | Die ehemalige Burgpost, noch heute gastronomisch genutzt, ist ein traufseitig erschlossener, zweigeschossiger Fachwerkbau unter Satteldach in der schlichten Konstruktionsform des 19. Jahrhunderts. | 1900                   | 66533 DDB  |
|                                 |                                | Schloss 10 LageFlur: 28, Flurstück: 40 | Zur Straße giebelständiger Bau. Sein massives Erdgeschoss zeigt kräftige Eckquaderung, Obergeschoss und Giebel (unter Krüppelwalmdach) sind in konstruktivem Fachwerk mit sorgfältig ausgearbeiteten Geschossauskragungen errichtet. | 1929                   | 66531 DDB  |
| Vorburg                         | Vorburg                        | Schloss 1 und 3 LageFlur: 28, Flurstück: 28 | Nordwestlich steht neben der Kirche ein ebenfalls auf der Kante zum Hang errichtetes Gebäude, zum Hof zweigeschossig, aus zwei stumpfwinklig aneinandergebauten Flügeln bestehend. Der Hausteinbau unter Satteldach zeigt eine teilweise kräftige Eckquaderung und unterschiedlich ausgearbeitete, rechteckige Fenster- und Türgewände, vereinzelt mit Steinmetzzeichen.                            | 1587                   | 66519 DDB  |
| Bild gesucht BW                 |                                | Schlosspark Eisenbach LageFlur: 28, 33, Flurstück: Flur 28: 22, 23, 24, 25, 26, 35, 43, 44, 45, 46, 47, 48, 49, 50, 51, 52, 53, 54, 55, 56/1, 56/2, 66, 67, 75/7, 79 Flur 33: 6/1, 6/2, 6/3, 7, 8/2, 11/2, 11/3 | Älteste Hinweise auf die bewusste Gestaltung der Umgebung des Schlosses sind der 1513 angelegte (obere) Teich und Eichenpflanzungen im gleichen Jahr. Westlich der Vorburg trägt eine ummauerte Fläche den Namen Lustgarten. | 1513                   | 66552 DDB  |
| Fachwerkbau (Schloss Eisenbach) | Unterhof                       | Unterhof 7 LageFlur: 28, Flurstück: 7/2 | Der Unterhof, wohl schon ursprünglich zur Schafhaltung dienend, umfasst eine große, polygonal ummauerte Fläche über der Hangkante nordwestlich des Schlosses. Von ursprünglich mindestens drei Gebäuden des Hofes blieb der Schafstall im Norden erhalten. | 1625                   | 66538 DDB  |